# Гоентенген-ам-Гохрайн
Гоентенген-ам-Гохрайн (нім. Hohentengen am Hochrhein) — громада в Німеччині, знаходиться в землі Баден-Вюртемберг. Підпорядковується адміністративному округу Фрайбург. Входить до складу району Вальдсгут.
Площа — 27,55 км2. Населення становить 3957 ос. (станом на 31 грудня 2020).